# Program Shuttle-Mir
Program Shuttle-Mir byla dohoda o spolupráci ve vesmíru mezi Ruskem a Spojenými státy. Bylo dohodnuto, že americké raketoplány budou navštěvovat ruskou orbitální stanici Mir. Program byl vyhlášen v roce 1993 a první mise byla plánována na rok 1995. Přes americké obavy o bezpečnost pokračoval program až do předpokládaného ukončení v roce 1998. Stanici navštívily všechny raketoplány NASA kromě Columbie. Zkušenosti z misí k Miru byly důležitou přípravou pro vybudování Mezinárodní kosmické stanice (ISS).

## Galerie

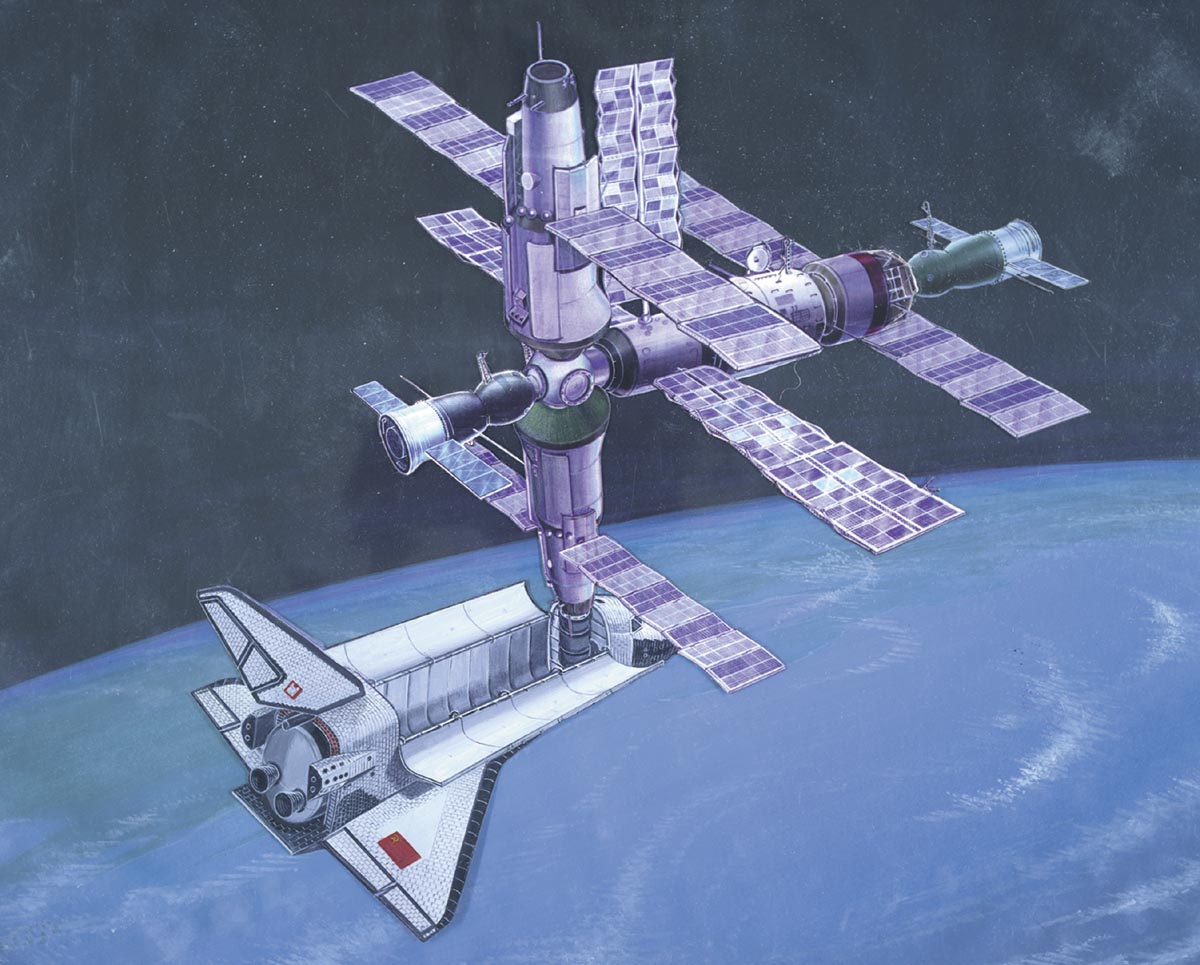
Původní plán –⁠⁠⁠⁠⁠⁠ sovětský raketoplán Buran připojený ke stanici Mir (představa umělce, 1986)
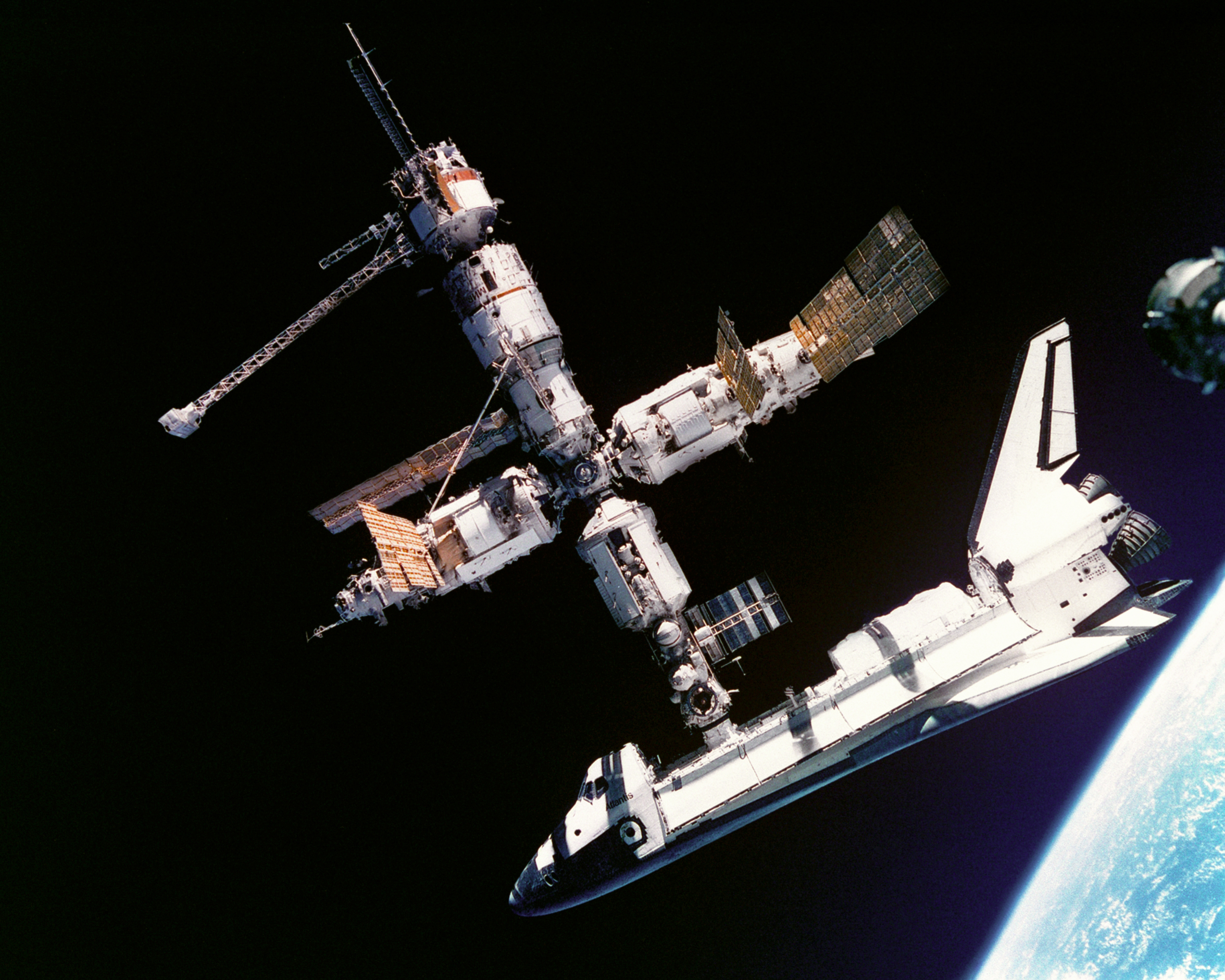
První mise –⁠⁠⁠⁠⁠⁠ americký raketoplán Atlantis na misi STS-71 připojený ke stanici Mir (1995)
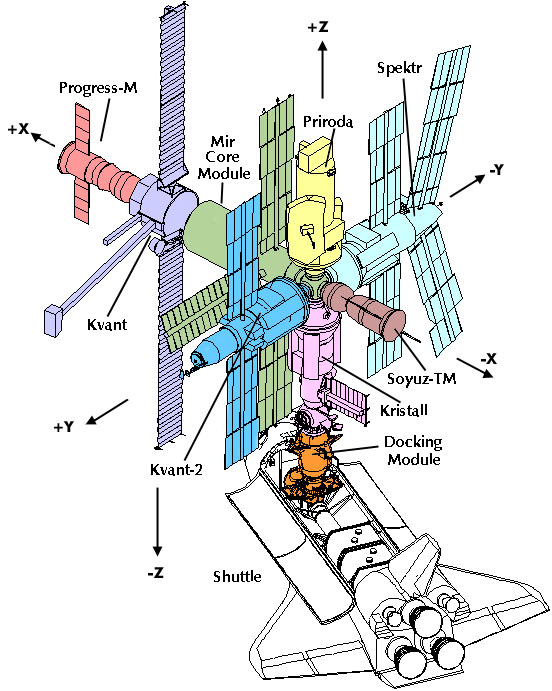
Schéma stanice s raketoplánem připojeným přes stykový modul